# Eliurus
Genre
Eliurus est un genre de rongeurs de la famille des Nesomyidae. Comme tous les membres de la sous-famille Nesomyinae, ces rongeurs sont endémiques de Madagascar. Ces espèces sont également arboricoles.

## Liste des espèces
Selon ITIS (31 mai 2016) :
- Eliurus antsingy Carleton, Goodman and Rakotondravony, 2001
- Eliurus danieli Carleton and Goodman, 2007
- Eliurus ellermani Carleton, 1994
- Eliurus grandidieri Carleton and Goodman, 1998
- Eliurus majori Thomas, 1895
- Eliurus minor Major, 1896
- Eliurus myoxinus Milne-Edwards, 1885
- Eliurus penicillatus Thomas, 1908
- Eliurus petteri Carleton, 1994
- Eliurus tanala Major, 1896
- Eliurus webbi Ellerman, 1949